# مرحله مقدماتی جام ملت‌های اروپا ۲۰۲۴
مسابقات مقدماتی جام ملت‌های اروپا ۲۰۲۴ یا مقدماتی یورو ۲۰۲۴ ، به مرحله ابتدایی انتخابی جام ملت‌های اروپا ۲۰۲۴ اطلاق می‌شود که از مارس ۲۰۲۳ تا مارس ۲۰۲۴ برای تعیین ۲۳ تیم ملی مردان عضو یوفا که در مسابقات نهایی یورو ۲۰۲۴ به آلمان میزبان این مسابقات که به‌طور خودکار واجد شرایط می‌پیوندند، برگزار شد. این رقابت با لیگ ملت‌های ۲۰۲۲–۲۰۲۳ یوفا مرتبط بود که به کشورها یک مسیر ثانویه برای کسب جواز حضور در مسابقات نهایی داد.
روی هم رفته ۵۳ فدراسیون و اتحادیه عضو یوفا وارد فرایند مقدماتی حضور در رویداد شدند. قرعه کشی مرحله گروهی مقدماتی در منطقه Festhalle در فرانکفورت در ۹ اکتبر ۲۰۲۲ انجام شد.

## تیم‌های واجد شرایط

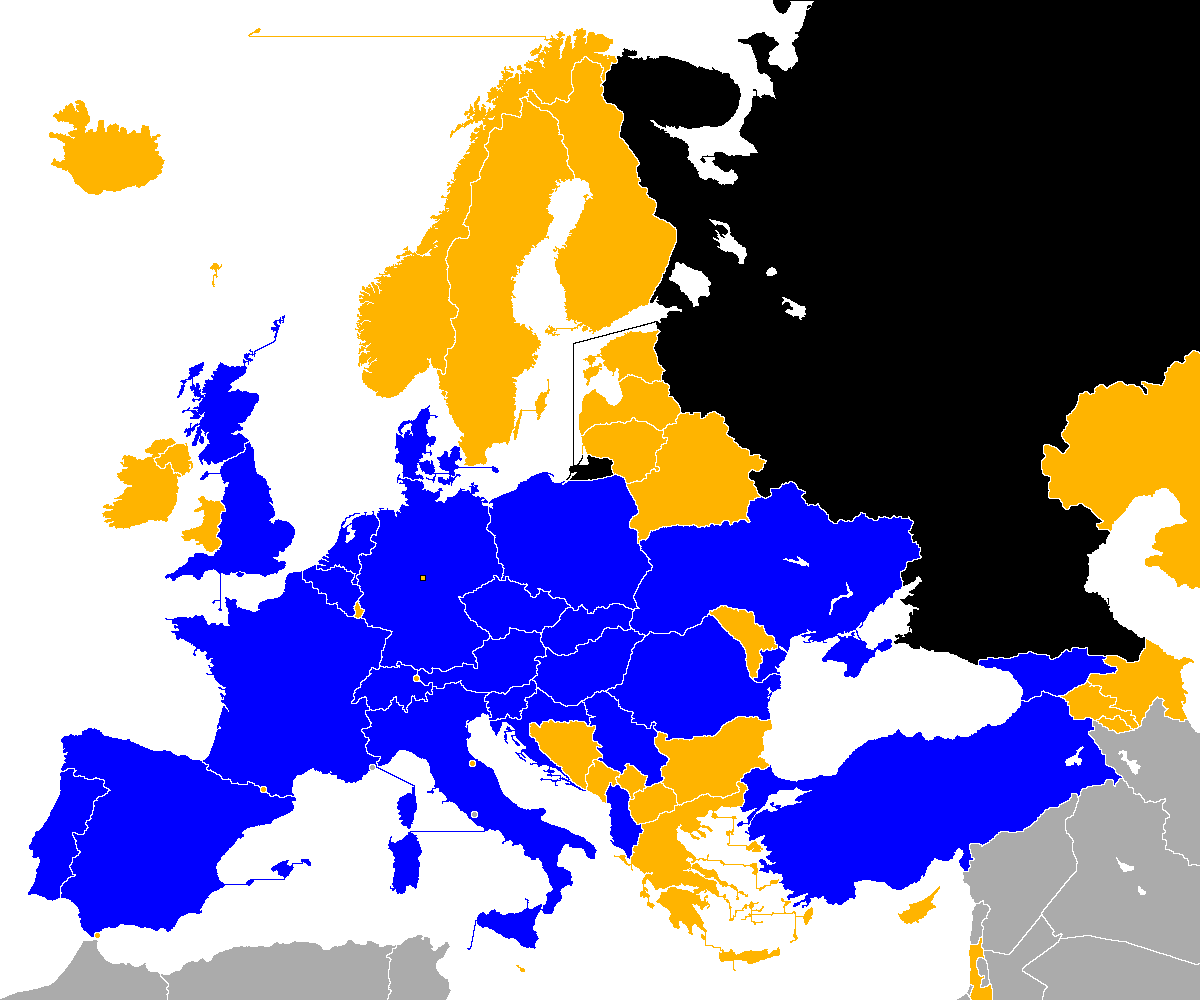

| تیم      | راهیابی به عنوان      | تاریخ راهیابی   | حضورهای قبلی در رویداد                                                            |
| -------- | --------------------- | --------------- | --------------------------------------------------------------------------------- |
| آلمان    | میزبان                | ۲۷ سپتامبر ۲۰۱۸ | ۱۳ (۱۹۷۲, ۱۹۷۶, ۱۹۸۰, ۱۹۸۴, ۱۹۸۸, ۱۹۹۲, ۱۹۹۶, ۲۰۰۰, ۲۰۰۴, ۲۰۰۸, ۲۰۱۲, ۲۰۱۶, ۲۰۲۰) |
| بلژیک    | تیم نخست گروه F       | ۱۳ اکتبر ۲۰۲۳   | ۶ (۱۹۷۲, ۱۹۸۰, ۱۹۸۴, ۲۰۰۰, ۲۰۱۶, ۲۰۲۰)                                            |
| فرانسه   | تیم نخست گروه B       | ۱۳ اکتبر ۲۰۲۳   | ۱۰ (۱۹۶۰, ۱۹۸۴, ۱۹۹۲, ۱۹۹۶, ۲۰۰۰, ۲۰۰۴, ۲۰۰۸, ۲۰۱۲, ۲۰۱۶, ۲۰۲۰)                   |
| پرتغال   | تیم نخست گروه J       | ۱۳ اکتبر ۲۰۲۳   | ۸ (۱۹۸۴, ۱۹۹۶, ۲۰۰۰, ۲۰۰۴, ۲۰۰۸, ۲۰۱۲, ۲۰۱۶, ۲۰۲۰)                                |
| اسکاتلند | تیم دوم گروه A        | ۱۵ اکتبر ۲۰۲۳   | ۳ (۱۹۹۲, ۱۹۹۶, ۲۰۲۰)                                                              |
| اسپانیا  | تیم نخست گروه A       | ۱۵ اکتبر ۲۰۲۳   | ۱۱ (۱۹۶۴, ۱۹۸۰, ۱۹۸۴, ۱۹۸۸, ۱۹۹۶, ۲۰۰۰, ۲۰۰۴, ۲۰۰۸, ۲۰۱۲, ۲۰۱۶, ۲۰۲۰)             |
| ترکیه    | تیم نخست گروه D       | ۱۵ اکتبر ۲۰۲۳   | ۵ (۱۹۹۶, ۲۰۰۰, ۲۰۰۸, ۲۰۱۶, ۲۰۲۰)                                                  |
| اتریش    | تیم دوم گروه F        | ۱۶ اکتبر ۲۰۲۳   | ۳ (۲۰۰۸, ۲۰۱۶, ۲۰۲۰)                                                              |
| انگلستان | تیم نخست گروه C       | ۱۷ اکتبر ۲۰۲۳   | ۱۰ (۱۹۶۸, ۱۹۸۰, ۱۹۸۸, ۱۹۹۲, ۱۹۹۶, ۲۰۰۰, ۲۰۰۴, ۲۰۱۲, ۲۰۱۶, ۲۰۲۰)                   |
| مجارستان | تیم نخست گروه G       | ۱۶ نوامبر ۲۰۲۳  | ۴ (۱۹۶۴, ۱۹۷۲, ۲۰۱۶, ۲۰۲۰)                                                        |
| اسلواکی  | تیم دوم گروه J        | ۱۶ نوامبر ۲۰۲۳  | ۵ (۱۹۶۰, ۱۹۷۶, ۱۹۸۰, ۲۰۱۶, ۲۰۲۰)                                                  |
| آلبانی   | تیم نخست گروه E       | ۱۷ نوامبر ۲۰۲۳  | ۱ (۲۰۱۶)                                                                          |
| دانمارک  | تیم اول گروه H        | ۱۷ نوامبر ۲۰۲۳  | ۹ (۱۹۶۴, ۱۹۸۴, ۱۹۸۸, ۱۹۹۲, ۱۹۹۶, ۲۰۰۰, ۲۰۰۴, ۲۰۱۲, ۲۰۲۰)                          |
| هلند     | تیم دوم گروه B        | ۱۸ نوامبر ۲۰۲۳  | ۱۰ (۱۹۷۶, ۱۹۸۰, ۱۹۸۸, ۱۹۹۲, ۱۹۹۶, ۲۰۰۰, ۲۰۰۴, ۲۰۰۸, ۲۰۱۲, ۲۰۲۰)                   |
| رومانی   | تیم نخست گروه I       | ۱۸ نوامبر ۲۰۲۳  | ۵ (۱۹۸۴, ۱۹۹۶, ۲۰۰۰, ۲۰۰۸, ۲۰۱۶)                                                  |
| سوئیس    | تیم دوم گروه I        | ۱۸ نوامبر ۲۰۲۳  | ۵ (۱۹۹۶, ۲۰۰۴, ۲۰۰۸, ۲۰۱۶, ۲۰۲۰)                                                  |
| صربستان  | تیم دوم گروه G        | ۱۹ نوامبر ۲۰۲۳  | ۵ (۱۹۶۰, ۱۹۶۸, ۱۹۷۶, ۱۹۸۴, ۲۰۰۰)                                                  |
| چک       | تیم دوم گروه E        | ۲۰ نوامبر ۲۰۲۳  | ۱۰ (۱۹۶۰, ۱۹۷۶, ۱۹۸۰, ۱۹۹۶, ۲۰۰۰, ۲۰۰۴, ۲۰۰۸, ۲۰۱۲, ۲۰۱۶, ۲۰۲۰)                   |
| ایتالیا  | تیم دوم گروه C        | ۲۰ نوامبر ۲۰۲۳  | ۱۰ (۱۹۶۸, ۱۹۸۰, ۱۹۸۸, ۱۹۹۶, ۲۰۰۰, ۲۰۰۴, ۲۰۰۸, ۲۰۱۲, ۲۰۱۶, ۲۰۲۰)                   |
| اسلوونی  | تیم دوم گروه H        | ۲۰ نوامبر ۲۰۲۳  | ۱ (۲۰۰۰)                                                                          |
| کرواسی   | تیم دوم گروه D        | ۲۱ نوامبر ۲۰۲۳  | ۶ (۱۹۹۶, ۲۰۰۴, ۲۰۰۸, ۲۰۱۲, ۲۰۱۶, ۲۰۲۰)                                            |
| گرجستان  | صعود از پلی-آف مسیر C | ۲۶ مارس ۲۰۲۴    | ۰ (نخستین حضور)                                                                   |
| اوکراین  | صعود از پلی-آف مسیر B | ۲۶ مارس ۲۰۲۴    | ۳ (۲۰۱۲, ۲۰۱۶, ۲۰۲۰)                                                              |
| لهستان   | صعود از پلی-آف مسیر A | ۲۶ مارس ۲۰۲۴    | ۴ (۲۰۰۸, ۲۰۱۲, ۲۰۱۶, ۲۰۲۰)                                                        |

1. ↑  درشت نمایش‌دهندهٔ قهرمان دوره و کج نمایش‌دهندهٔ میزبان است .
2. ↑  از ۱۹۷۲ تا ۱۹۸۸, آلمان با عنوان آلمان غربی در مسابقات شرکت می‌کرد.
3. 1 2  از ۱۹۶۰ تا ۱۹۸۰, دو کشور اسلواکی و جمهوری چک به عنوان یک تیم در مسابقات شرکت می‌کردند: چکسلواکی.[۳][۴][۵][۶]
4. ↑  از ۱۹۶۰ تا ۱۹۸۴, صربستان با نام یوگسلاوی، از سال ۲۰۰۰ با عنوان صربستان و مونته‌نگرو.
5. ↑  FR یوگسلاوی ابتدا قرار بود در ۱۹۹۲ (پس از واجد شرایط شدن به عنوان یوگسلاوی) حضور داشته باشند، اما پس از محرومیت از سوی سازمان ملل از تمام ورزش‌های بین‌المللی جایگزین شدند.

## فرمت
فرمت این دوره از مسابقات نیز مشابه مقدماتی یورو ۲۰۲۰ بود:  انتخاب ۲۰ تیم از ۲۳ تیمی که به رویداد نهایی راه می‌یابند به آلمان میزبان بپیوندند. ۵۳ فدراسیون و اتحادیه عضو یوفا به ده گروه بخش شدند: هفت گروه پنج تیمی و سه گروه شامل شش تیمی. قرعه کشی مرحله گروهی دور انتخابی در ۹ اکتبر ۲۰۲۲، پس از پایان مرحله لیگ ملت‌های اروپا ۲۰۲۲–۲۳ انجام شد. چهار شرکت کننده در مرحله نهایی لیگ ملت‌های اروپا درگروه‌های پنج تیمی قرار گرفتند (برای آن که این تیم‌ها بتوانند در فینال لیگ ملت‌ها در ژوئن ۲۰۲۳ شرکت کنند). مرحله گروهی مقدماتی به صورت رفت و برگشت در خانه و خارج از خانه در دو روز مسابقه از ماه مارس تا نوامبر ۲۰۲۳ برگزار شد. تیم‌های اول و دوم گروه‌های دهگانه به صورت مستقیم جواز حضور در جام ملت‌های اروپا ۲۰۲۴ در آلمان را کسب کردند.
پس از انتخاب بیست تیم در مرحله گروهی مقدماتی، سه تیم باقی مانده از طریق پلی آفی که در مارس ۲۰۲۴ برگزار شد، مشخص شدند. دوازده تیم بر اساس عملکردشان در مسابقات لیگ ملت‌های یوفا ۲۰۲۲–۲۳ برای حضور در پلی آف جواز رقابت در این مرحله را کسب کردند. این تیم‌ها به سه مسیر جداگانه بخش شدند که هر کدام شامل چهار تیم بود. از میان این چهار تیم، از هر مسیر یک تیم به مسابقات نهایی راه یافت. برندگان گروه‌های لیگ ملت‌های A, B و C به‌طور خودکار به مرحله پلی‌آف لیگ خود راه یافتند، مگر اینکه از طریق مرحله گروهی مقدماتی به مسابقات نهایی راه پیدا کرده بودند. اگر یک برنده در یک گروه پیش از آن موفق می‌شد تا جواز حضور در مرحله گروهی مقدماتی را کسب کند، با بهترین رتبه بعدی در همان لیگ جایگزین می‌شد. با این حال، اگر تعداد کافی تیم‌های غیرمجاز در همان لیگ وجود نداشته باشد، آنگاه جایگاه اول به برنده گروهِ برتر لیگ D می‌رسد، مگر اینکه آن تیم نیز پیشتر به مسابقات نهایی راه یافته باشد. جایگاه باقی مانده مرحله نهایی، سپس به بهترین تیم بعدی در رده‌بندی کلی لیگ ملت‌ها اختصاص می‌یافت. در هر صورت، برندگان گروه‌های B و C نمی‌توانستند با تیم‌هایی از لیگ‌های بالاتر روبرو شوند.
سه مسیر پلی آف هر کدام دارای دو مرحله نیمه نهایی تک بازی و یک فینال تک بازی بود. در مرحله نیمه نهایی تیمی که در رده‌بندی جایگاه بهتری داشت، به عنوان میزبان پایین‌ترین تیم انتخاب و تیم دوم نیز میزبان تیم سوم بود. میزبان دیدار نهایی از میان دو تیم نیمه نهایی قرعه کشی شد. سه برنده مسیر پلی آف به بیست تیمی پیوستند که پیشتر از طریق مرحله گروهی به مسابقات نهایی جام ملت‌های اروپا ۲۰۲۴ راه یافته بودند.

### تای بریک برای رده‌بندی گروهی
اگر دو یا چند تیم در پایان مسابقات دور گروهی از امتیازات برابری برخوردار بودند، معیارهای تساوی زیر اعمال می‌شد:
1. تعداد امتیازات بیشتر در مسابقات انجام شده در بین تیم‌های مورد نظر؛
2. تفاضل گل برتر در بازی‌های انجام شده در بین تیم‌های مورد نظر؛
3. تعداد گل‌های زده شده بیشتر در بازی‌های انجام شده در بین تیم‌های مورد نظر؛
4. اگر پس از اعمال معیارهای ۱ تا ۳، تیم‌ها همچنان دارای رتبه مساوی بودند، معیارهای ۱ تا ۳ منحصراً برای مسابقات بین تیم‌های مورد نظر مجدد اعمال می‌شد تا رتبه نهایی آنها مشخص شود. [الف] اگر این رویه به تصمیمی منجر نمی‌شد، معیارهای ۵ تا ۱۱ اعمال می‌شد.
5. تفاضل گل برتر در تمامی مسابقات گروهی؛
6. تعداد گل‌های زده شده بیشتر در تمام بازی‌های گروهی؛
7. تعداد گل‌های خارج از خانه بیشتر در تمام بازی‌های گروهی؛
8. تعداد بردهای بیشتر در تمام مسابقات گروهی؛
9. تعداد بیشتر بردهای خارج از خانه در تمام مسابقات گروهی؛
10. رفتار منصفانه در تمام مسابقات گروهی (۱ امتیاز برای یک کارت زرد، ۳ امتیاز برای کارت قرمز به دلیل دو کارت زرد، ۳ امتیاز برای کارت قرمز مستقیم، ۴ امتیاز برای یک کارت زرد و سپس یک کارت قرمز مستقیم)
11. موقعیت در رده‌بندی کلی لیگ ملت‌های یوفا.

یادداشت

### معیارهای رتبه‌بندی کلی
برای روشن شدن رده‌بندی کلی مسابقات مقدماتی اروپا، نتایج در برابر تیم‌های رتبه ششم (تیم‌های آخر) در هر گروه کنار گذاشته شدند و سپس معیارهای زیر اعمال شد:
1. موقعیت در گروه؛
2. تعداد امتیاز بیشتر؛
3. تفاضل گل برتر؛
4. تعداد گل‌های زده شده بیشتر؛
5. تعداد گل‌های خارج از خانه بیشتر؛
6. تعداد برد بیشتر؛
7. تعداد بردهای خارج از خانه بیشتر؛
8. رفتار منصفانه (۱ امتیاز برای یک کارت زرد، ۳ امتیاز برای کارت قرمز در نتیجه دو کارت زرد، ۳ امتیاز برای کارت قرمز مستقیم، ۴ امتیاز برای یک کارت زرد و به دنبال آن یک کارت قرمز مستقیم).
9. موقعیت در رده‌بندی کلی لیگ ملت‌های یوفا.

## برنامه تقویمی
برنامه رقابت‌های مقدماتی یورو ۲۰۲۴ به شرح زیر بود.
| صحنه                | روز مسابقه    | تاریخ               |
| ------------------- | ------------- | ------------------- |
| مرحله گروهی مقدماتی | روز مسابقه ۱  | ۲۳–۲۵ مارس ۲۰۲۳     |
| مرحله گروهی مقدماتی | روز مسابقه ۲  | ۲۶–۲۸ مارس ۲۰۲۳     |
| مرحله گروهی مقدماتی | روز مسابقه ۳  | ۱۶–۱۷ ژوئن ۲۰۲۳     |
| مرحله گروهی مقدماتی | روز مسابقه ۴  | ۱۹–۲۰ ژوئن ۲۰۲۳     |
| مرحله گروهی مقدماتی | روز مسابقه ۵  | ۷–۹ سپتامبر ۲۰۲۳    |
| مرحله گروهی مقدماتی | روز مسابقه ۶  | ۱۰–۱۲ سپتامبر ۲۰۲۳  |
| مرحله گروهی مقدماتی | روز مسابقه ۷  | ۱۲ تا ۱۴ اکتبر ۲۰۲۳ |
| مرحله گروهی مقدماتی | روز مسابقه ۸  | ۱۵–۱۷ اکتبر ۲۰۲۳    |
| مرحله گروهی مقدماتی | روز مسابقه ۹  | ۱۶–۱۸ نوامبر ۲۰۲۳   |
| مرحله گروهی مقدماتی | روز مسابقه ۱۰ | ۱۹–۲۱ نوامبر ۲۰۲۳   |
| بازی‌های پلی آف      | نیمه نهایی    | ۲۱ مارس ۲۰۲۴        |
| بازی‌های پلی آف      | فینال         | ۲۶ مارس ۲۰۲۴        |

## قرعه کشی
قرعه کشی مرحله گروهی مقدماتی در ۹ اکتبر ۲۰۲۲، ساعت ۱۲:۰۰ CEST , در Festhalle در شهر فرانکفورت آلمان برگزار شد. از ۵۵ اتحادیه و فدراسیون عضو یوفا، ۵۳ انجمن در مسابقات مقدماتی شرکت می‌کنند. دو تیم آلمان و روسیه در این مسابقات شرکت نکردند. تیم میزبان آلمان مستقیماً به مسابقات نهایی راه یافت. روسیه نیز با توجه به تأیید تصمیم تعلیق که در ۲۰ سپتامبر ۲۰۲۲ اعلام شد، از مسابقات فیفا و یوفا (به دلیل تهاجم روسیه به اوکراین)، واجد شرایط حضور در مرحله انتخابی نیست و حق حضور در این مسابقات را ندارد.
۵۳ تیم ملی یوفا بر اساس رده‌بندی کلی لیگ ملت‌های اروپا در فصل ۲۰۲۲–۲۳ پس از پایان مرحله لیگ در شش گلدان قرار گرفتند. چهار شرکت‌کننده در فینال لیگ ملت‌های ۲۰۲۳ اروپا در گلدان لیگ ملت‌های اروپا (UNL pot) قرار گرفتند و در گروه‌های چهارگانه (A-D) که تنها شامل پنج تیم بودند، قرار گرفتند، به نحوی که آنها تنها می‌بایست در هشت مسابقه مقدماتی به مصاف رقبا بروند و دو روز آزاد فرصت داشتند تا بازی‌های خود در لیگ ملت‌ها را تکمیل کنند تا آن رویداد به پایان برسد. رویارویی نهایی لیگ ملت‌های اروپا در ژوئن ۲۰۲۳ برگزار شد. سپس شش تیم برتر بعدی در گلدان ۱ قرار گرفتند. اگر آلمان در گروه خود در لیگ ملت‌ها پیروز می‌شد، گلدان لیگ ملت‌های اروپا شامل سه تیم می‌شد و گلدان ۱ به جای آن دارای هفت تیم می‌شد. گلدان‌های ۲ تا ۵ شامل ده تیم بودند. همچنین گلدان ۶ شامل سه تیم با پایین‌ترین رتبه‌بندی بود. تیم‌ها در ده گروه قرار گرفتند: هفت گروه پنج تیمی (گروه‌های A–G) و سه گروه شش تیمی (گروه‌های H–J). قرعه کشی با UNL Pot و گلدان ۱ آغاز شد و از گلدان ۲ تا گلدان ۶ ادامه یافت و از آنجا یک تیم قرعه کشی شد و به ترتیب حروف الفبا به اولین گروه موجود (بر اساس شرایط قرعه کشی) اختصاص یافت.
محدودیت‌های زیر با کمک رایانه اعمال شد:
- درگیری‌های ممنوع: به دلایل سیاسی، مسابقات بین دو تیم زیر درگیری‌های ممنوع تلقی می‌شد که نمی‌توان آنها را در یک گروه قرار داد: ارمنستان / آذربایجان، بلاروس / اوکراین، جبل الطارق / اسپانیا، کوزوو / بوسنی و هرزگوین، کوزوو / صربستان.
- مکان‌های زمستانی: حداکثر دو تیم که مکان‌های آنها به‌عنوان دارای ریسک بالا یا متوسط در شرایط سخت زمستانی شناسایی شده است، می‌توانند در هر گروه قرار بگیرند: بلاروس، استونی، جزایر فارو، فنلاند، ایسلند، لتونی، لیتوانی، نروژ.
  - دو «محل سخت زمستانی»، جزایر فارو و ایسلند، معمولاً نمی‌توانستند میزبان بازی‌ها در ماه مارس یا نوامبر باشند. بقیه قرار بود در ماه مارس و نوامبر کمترین تعداد بازی‌های خانگی را انجام دهند.[۱۸]
- سفر بیش از حد: حداکثر یک جفت تیم شناسایی شده با مسافت سفر بیش از حد نسبت به سایر کشورها می‌توانند در هر گروه قرار گیرند:
  - آذربایجان: با جبل الطارق، ایسلند، پرتغال.
  - ایسلند: با قبرس، گرجستان، اسرائیل. (ارمنستان نیز به دلیل مسافت زیاد با ایسلند شناسایی شد، اما تیم‌ها برای قرعه کشی در یک گلدان قرار گرفتند)
  - قزاقستان: با آندورا، انگلستان، فرانسه، جبل الطارق، ایسلند، مالت، ایرلند شمالی، پرتغال، جمهوری ایرلند، اسکاتلند، اسپانیا، ولز. (جزایر فارو نیز به دلیل مسافت زیاد با قزاقستان شناسایی شدند، اما تیم‌ها برای قرعه کشی در یک گلدان قرار گرفتند)

### گلدان‌ها
انتخاب این تیم‌ها بر اساس رده‌بندی کلی لیگ ملت‌های اروپا در سپتامبر ۲۰۲۲ انجام شد.
| تیم   | رتبه |
| ----- | ---- |
| آلمان | ۱۰   |

| تیم                   | رتبه |
| --------------------- | ---- |
| هلند                  | ۱    |
| کرواسی                | ۲    |
| اسپانیا               | ۳    |
| ایتالیا (مدافع عنوان) | ۴    |

| تیم      | رتبه |
| -------- | ---- |
| دانمارک  | ۵    |
| پرتغال   | ۶    |
| بلژیک    | ۷    |
| مجارستان | ۸    |
| سوئیس    | ۹    |
| لهستان   | ۱۱   |

| تیم             | رتبه |
| --------------- | ---- |
| فرانسه          | ۱۲   |
| اتریش           | ۱۳   |
| چک              | ۱۴   |
| انگلستان        | ۱۵   |
| ولز             | ۱۶   |
| اسرائیل         | ۱۷   |
| بوسنی و هرزگوین | ۱۸   |
| صربستان         | ۱۹   |
| اسکاتلند        | ۲۰   |
| فنلاند          | ۲۱   |

| تیم           | رتبه |
| ------------- | ---- |
| اوکراین       | ۲۲   |
| ایسلند        | ۲۳   |
| نروژ          | ۲۴   |
| اسلوونی       | ۲۵   |
| جمهوری ایرلند | ۲۶   |
| آلبانی        | ۲۷   |
| مونته‌نگرو     | ۲۸   |
| رومانی        | ۲۹   |
| سوئد          | ۳۰   |
| ارمنستان      | ۳۱   |

| تیم           | رتبه |
| ------------- | ---- |
| گرجستان       | ۳۳   |
| یونان         | ۳۴   |
| ترکیه         | ۳۵   |
| قزاقستان      | ۳۶   |
| لوکزامبورگ    | ۳۷   |
| آذربایجان     | ۳۸   |
| کوزوو         | ۳۹   |
| بلغارستان     | ۴۰   |
| جزایر فارو    | ۴۱   |
| مقدونیه شمالی | ۴۲   |

| تیم          | رتبه |
| ------------ | ---- |
| اسلواکی      | ۴۳   |
| ایرلند شمالی | ۴۴   |
| قبرس         | ۴۵   |
| بلاروس       | ۴۶   |
| لیتوانی      | ۴۷   |
| جبل طارق     | ۴۸   |
| استونی       | ۴۹   |
| لتونی        | ۵۰   |
| مولدووا      | ۵۱   |
| مالت         | ۵۲   |

| تیم         | رتبه |
| ----------- | ---- |
| آندورا      | ۵۳   |
| سان مارینو  | ۵۴   |
| لیختن‌اشتاین | ۵۵   |

| تیم   | رتبه |
| ----- | ---- |
| روسیه | ۳۲   |

## خلاصه
| گروه A               | گروه B          | گروه C               | گروه D           | روه E         | گروه F          | گروه G               | گروه H              | گروه I           | گروه J             |
| -------------------- | --------------- | -------------------- | ---------------- | ------------- | --------------- | -------------------- | ------------------- | ---------------- | ------------------ |
| · اسپانیا · اسکاتلند | · فرانسه · هلند | · انگلستان · ایتالیا | · ترکیه · کرواسی | · آلبانی · چک | · بلژیک · اتریش | · مجارستان · صربستان | · دانمارک · اسلوونی | · رومانی · سوئیس | · پرتغال · اسلواکی |
| · نروژ               | · یونان         | · اوکراین            | · ولز            | · لهستان      | · سوئد          | · مونته‌نگرو          | · فنلاند            | · اسرائیل        | · لوکزامبورگ       |
| · گرجستان            | · جمهوری ایرلند | · مقدونیه شمالی      | · ارمنستان       | · مولدووا     | · آذربایجان     | · لیتوانی            | · قزاقستان          | · بلاروس         | · ایسلند           |
| · قبرس               | · جبل طارق      | · مالت               | · لتونی          | · جزایر فارو  | · استونی        | · بلغارستان          | · ایرلند شمالی      | · کوزوو          | · بوسنی و هرزگوین  |
|                      |                 |                      |                  |               |                 |                      | · سان مارینو        | · آندورا         | · لیختن‌اشتاین      |

## گروه‌ها
فهرست بازی‌ها توسط یوفا در ۱۰ اکتبر ۲۰۲۲، یک روز پس از قرعه‌کشی تأیید شد. این برنامه نخست در همان روز قرعه کشی انتشار یافت، اما اندکی پس از توزیع آن به دلیل احتمال وجود مشکلات در تقویم نامعتبر اعلام شد. یوفا در نهایت روز بعد برنامه اولیه را بدون هیچ تغییری تأیید کرد. مسابقات دور گروهی این رویداد از ۲۳ مارس تا ۲۱ نوامبر ۲۰۲۳ برگزار شد.

### گروه A
| رتبه | تیم      | بازی | برد | مساوی | باخت | گل زده | گل خورده | گل تفاضل | امتیاز | صلاحیت                                 |
| ---- | -------- | ---- | --- | ----- | ---- | ------ | -------- | -------- | ------ | -------------------------------------- |
| ۱    | اسپانیا  | ۸    | ۷   | ۰     | ۱    | ۲۵     | ۵        | ۲۰+      | ۲۱     | راهیابی به جام ملت‌های اروپا ۲۰۲۴       |
| ۲    | اسکاتلند | ۸    | ۵   | ۲     | ۱    | ۱۷     | ۸        | ۹+       | ۱۷     | راهیابی به جام ملت‌های اروپا ۲۰۲۴       |
| ۳    | نروژ     | ۸    | ۳   | ۲     | ۳    | ۱۴     | ۱۲       | ۲+       | ۱۱     |                                        |
| ۴    | گرجستان  | ۸    | ۲   | ۲     | ۴    | ۱۲     | ۱۸       | ۶−       | ۸      | راهیابی به پلی-آف با توجه به لیگ ملت‌ها |
| ۵    | قبرس     | ۸    | ۰   | ۰     | ۸    | ۳      | ۲۸       | ۲۵−      | ۰      |                                        |

|          | اسپانیا | اسکاتلند | نروژ | گرجستان | قبرس |
| اسپانیا  | -       | ۰–۲      | ۰–۳  | ۱–۳     | ۰–۶  |
| اسکاتلند | ۰–۲     | -        | ۳–۳  | ۰–۲     | ۰–۳  |
| نروژ     | ۱–۰     | ۲–۱      | -    | ۱–۲     | ۱–۳  |
| گرجستان  | ۱–۷     | ۲–۲      | ۱–۱  | -       | ۰–۴  |
| قبرس     | ۳–۱     | ۳–۰      | ۴–۰  | ۱–۲     | -    |

### گروه B
|
| رتبه | تیم           | بازی | برد | مساوی | باخت | گل زده | گل خورده | گل تفاضل | امتیاز | صلاحیت                                 |
| ---- | ------------- | ---- | --- | ----- | ---- | ------ | -------- | -------- | ------ | -------------------------------------- |
| ۱    | فرانسه        | ۸    | ۷   | ۱     | ۰    | ۲۹     | ۳        | ۲۶+      | ۲۲     | راهیابی به جام ملت‌های اروپا ۲۰۲۴       |
| ۲    | هلند          | ۸    | ۶   | ۰     | ۲    | ۱۷     | ۷        | ۱۰+      | ۱۸     | راهیابی به جام ملت‌های اروپا ۲۰۲۴       |
| ۳    | یونان         | ۸    | ۴   | ۱     | ۳    | ۱۴     | ۸        | ۶+       | ۱۳     | راهیابی به پلی-آف با توجه به لیگ ملت‌ها |
| ۴    | جمهوری ایرلند | ۸    | ۲   | ۰     | ۶    | ۹      | ۱۰       | ۱−       | ۶      |                                        |
| ۵    | جبل طارق      | ۸    | ۰   | ۰     | ۸    | ۰      | ۴۱       | ۴۱−      | ۰      |                                        |

### گروه C
| رتبه | تیم           | بازی | برد | مساوی | باخت | گل زده | گل خورده | گل تفاضل | امتیاز | صلاحیت                                 |
| ---- | ------------- | ---- | --- | ----- | ---- | ------ | -------- | -------- | ------ | -------------------------------------- |
| ۱    | انگلستان      | ۸    | ۶   | ۲     | ۰    | ۲۲     | ۴        | ۱۸+      | ۲۰     | راهیابی به جام ملت‌های اروپا ۲۰۲۴       |
| ۲    | ایتالیا       | ۸    | ۴   | ۲     | ۲    | ۱۶     | ۹        | ۷+       | ۱۴     | راهیابی به جام ملت‌های اروپا ۲۰۲۴       |
| ۳    | اوکراین       | ۸    | ۴   | ۲     | ۲    | ۱۱     | ۸        | ۳+       | ۱۴     | راهیابی به پلی-آف با توجه به لیگ ملت‌ها |
| ۴    | مقدونیه شمالی | ۸    | ۲   | ۲     | ۴    | ۱۰     | ۲۰       | ۱۰−      | ۸      |                                        |
| ۵    | مالت          | ۸    | ۰   | ۰     | ۸    | ۲      | ۲۰       | ۱۸−      | ۰      |                                        |

1. 1 2  Head-to-head points: Italy 4, Ukraine 1.

### گروه D
| رتبه | تیم      | بازی | برد | مساوی | باخت | گل زده | گل خورده | گل تفاضل | امتیاز | صلاحیت                                 |
| ---- | -------- | ---- | --- | ----- | ---- | ------ | -------- | -------- | ------ | -------------------------------------- |
| ۱    | ترکیه    | ۸    | ۵   | ۲     | ۱    | ۱۴     | ۷        | ۷+       | ۱۷     | راهیابی به جام ملت‌های اروپا ۲۰۲۴       |
| ۲    | کرواسی   | ۸    | ۵   | ۱     | ۲    | ۱۳     | ۴        | ۹+       | ۱۶     | راهیابی به جام ملت‌های اروپا ۲۰۲۴       |
| ۳    | ولز      | ۸    | ۳   | ۳     | ۲    | ۱۰     | ۱۰       | ۰        | ۱۲     | راهیابی به پلی-آف با توجه به لیگ ملت‌ها |
| ۴    | ارمنستان | ۸    | ۲   | ۲     | ۴    | ۹      | ۱۱       | ۲−       | ۸      |                                        |
| ۵    | لتونی    | ۸    | ۱   | ۰     | ۷    | ۵      | ۱۹       | ۱۴−      | ۳      |                                        |

### گروه E
| رتبه | تیم        | بازی | برد | مساوی | باخت | گل زده | گل خورده | گل تفاضل | امتیاز | صلاحیت                                 |
| ---- | ---------- | ---- | --- | ----- | ---- | ------ | -------- | -------- | ------ | -------------------------------------- |
| ۱    | آلبانی     | ۸    | ۴   | ۳     | ۱    | ۱۲     | ۴        | ۸+       | ۱۵     | راهیابی به جام ملت‌های اروپا ۲۰۲۴       |
| ۲    | چک         | ۸    | ۴   | ۳     | ۱    | ۱۲     | ۶        | ۶+       | ۱۵     | راهیابی به جام ملت‌های اروپا ۲۰۲۴       |
| ۳    | لهستان     | ۸    | ۳   | ۲     | ۳    | ۱۰     | ۱۰       | ۰        | ۱۱     | راهیابی به پلی-آف با توجه به لیگ ملت‌ها |
| ۴    | مولدووا    | ۸    | ۲   | ۴     | ۲    | ۷      | ۱۰       | ۳−       | ۱۰     |                                        |
| ۵    | جزایر فارو | ۸    | ۰   | ۲     | ۶    | ۲      | ۱۳       | ۱۱−      | ۲      |                                        |

1. 1 2  Head to head points: Albania 4, Czech Republic 1.

### گروه F
| رتبه | تیم       | بازی | برد | مساوی | باخت | گل زده | گل خورده | گل تفاضل | امتیاز | صلاحیت                                 |
| ---- | --------- | ---- | --- | ----- | ---- | ------ | -------- | -------- | ------ | -------------------------------------- |
| ۱    | بلژیک     | ۸    | ۶   | ۲     | ۰    | ۲۲     | ۴        | ۱۸+      | ۲۰     | راهیابی به جام ملت‌های اروپا ۲۰۲۴       |
| ۲    | اتریش     | ۸    | ۶   | ۱     | ۱    | ۱۷     | ۷        | ۱۰+      | ۱۹     | راهیابی به جام ملت‌های اروپا ۲۰۲۴       |
| ۳    | سوئد      | ۸    | ۳   | ۱     | ۴    | ۱۴     | ۱۲       | ۲+       | ۱۰     |                                        |
| ۴    | آذربایجان | ۸    | ۲   | ۱     | ۵    | ۷      | ۱۷       | ۱۰−      | ۷      |                                        |
| ۵    | استونی    | ۸    | ۰   | ۱     | ۷    | ۲      | ۲۲       | ۲۰−      | ۱      | راهیابی به پلی-آف با توجه به لیگ ملت‌ها |

### گروه G
| رتبه | تیم       | بازی | برد | مساوی | باخت | گل زده | گل خورده | گل تفاضل | امتیاز | صلاحیت                           |
| ---- | --------- | ---- | --- | ----- | ---- | ------ | -------- | -------- | ------ | -------------------------------- |
| ۱    | مجارستان  | ۸    | ۵   | ۳     | ۰    | ۱۶     | ۷        | ۹+       | ۱۸     | راهیابی به جام ملت‌های اروپا ۲۰۲۴ |
| ۲    | صربستان   | ۸    | ۴   | ۲     | ۲    | ۱۵     | ۹        | ۶+       | ۱۴     | راهیابی به جام ملت‌های اروپا ۲۰۲۴ |
| ۳    | مونته‌نگرو | ۸    | ۳   | ۲     | ۳    | ۹      | ۱۱       | ۲−       | ۱۱     |                                  |
| ۴    | لیتوانی   | ۸    | ۱   | ۳     | ۴    | ۸      | ۱۴       | ۶−       | ۶      |                                  |
| ۵    | بلغارستان | ۸    | ۰   | ۴     | ۴    | ۷      | ۱۴       | ۷−       | ۴      |                                  |

### گروه H
| رتبه | تیم          | بازی | برد | مساوی | باخت | گل زده | گل خورده | گل تفاضل | امتیاز | صلاحیت                                 |
| ---- | ------------ | ---- | --- | ----- | ---- | ------ | -------- | -------- | ------ | -------------------------------------- |
| ۱    | دانمارک      | ۱۰   | ۷   | ۱     | ۲    | ۱۹     | ۱۰       | ۹+       | ۲۲     | راهیابی به جام ملت‌های اروپا ۲۰۲۴       |
| ۲    | اسلوونی      | ۱۰   | ۷   | ۱     | ۲    | ۲۰     | ۹        | ۱۱+      | ۲۲     | راهیابی به جام ملت‌های اروپا ۲۰۲۴       |
| ۳    | فنلاند       | ۱۰   | ۶   | ۰     | ۴    | ۱۸     | ۱۰       | ۸+       | ۱۸     | راهیابی به پلی-آف با توجه به لیگ ملت‌ها |
| ۴    | قزاقستان     | ۱۰   | ۶   | ۰     | ۴    | ۱۶     | ۱۲       | ۴+       | ۱۸     | راهیابی به پلی-آف با توجه به لیگ ملت‌ها |
| ۵    | ایرلند شمالی | ۱۰   | ۳   | ۰     | ۷    | ۹      | ۱۳       | ۴−       | ۹      |                                        |
| ۶    | سان مارینو   | ۱۰   | ۰   | ۰     | ۱۰   | ۳      | ۳۱       | ۲۸−      | ۰      |                                        |

1. 1 2  Head to head points: Denmark 4, Slovenia 1.
2. 1 2  Goal difference in all group matches: Finland +8, Kazakhstan +4.

### گروه I
| رتبه | تیم     | بازی | برد | مساوی | باخت | گل زده | گل خورده | گل تفاضل | امتیاز | صلاحیت                                 |
| ---- | ------- | ---- | --- | ----- | ---- | ------ | -------- | -------- | ------ | -------------------------------------- |
| ۱    | رومانی  | ۱۰   | ۶   | ۴     | ۰    | ۱۶     | ۵        | ۱۱+      | ۲۲     | راهیابی به جام ملت‌های اروپا ۲۰۲۴       |
| ۲    | سوئیس   | ۱۰   | ۴   | ۵     | ۱    | ۲۲     | ۱۱       | ۱۱+      | ۱۷     | راهیابی به جام ملت‌های اروپا ۲۰۲۴       |
| ۳    | اسرائیل | ۱۰   | ۴   | ۳     | ۳    | ۱۱     | ۱۱       | ۰        | ۱۵     | راهیابی به پلی-آف با توجه به لیگ ملت‌ها |
| ۴    | بلاروس  | ۱۰   | ۳   | ۳     | ۴    | ۹      | ۱۴       | ۵−       | ۱۲     |                                        |
| ۵    | کوزوو   | ۱۰   | ۲   | ۵     | ۳    | ۱۰     | ۱۰       | ۰        | ۱۱     |                                        |
| ۶    | آندورا  | ۱۰   | ۰   | ۲     | ۸    | ۳      | ۲۰       | ۱۷−      | ۲      |                                        |

### گروه J
| رتبه | تیم             | بازی | برد | مساوی | باخت | گل زده | گل خورده | گل تفاضل | امتیاز | صلاحیت                                 |
| ---- | --------------- | ---- | --- | ----- | ---- | ------ | -------- | -------- | ------ | -------------------------------------- |
| ۱    | پرتغال          | ۱۰   | ۱۰  | ۰     | ۰    | ۳۶     | ۲        | ۳۴+      | ۳۰     | راهیابی به جام ملت‌های اروپا ۲۰۲۴       |
| ۲    | اسلواکی         | ۱۰   | ۷   | ۱     | ۲    | ۱۷     | ۸        | ۹+       | ۲۲     | راهیابی به جام ملت‌های اروپا ۲۰۲۴       |
| ۳    | لوکزامبورگ      | ۱۰   | ۵   | ۲     | ۳    | ۱۳     | ۱۹       | ۶−       | ۱۷     | راهیابی به پلی-آف با توجه به لیگ ملت‌ها |
| ۴    | ایسلند          | ۱۰   | ۳   | ۱     | ۶    | ۱۷     | ۱۶       | ۱+       | ۱۰     | راهیابی به پلی-آف با توجه به لیگ ملت‌ها |
| ۵    | بوسنی و هرزگوین | ۱۰   | ۳   | ۰     | ۷    | ۹      | ۲۰       | ۱۱−      | ۹      | راهیابی به پلی-آف با توجه به لیگ ملت‌ها |
| ۶    | لیختن‌اشتاین     | ۱۰   | ۰   | ۰     | ۱۰   | ۱      | ۲۸       | ۲۷−      | ۰      |                                        |

### جدول کلی
| رتبه | گروه | تیم             | بازی | برد | مساوی | باخت | گل زده | گل خورده | گل تفاضل | امتیاز | Allocation |
| ---- | ---- | --------------- | ---- | --- | ----- | ---- | ------ | -------- | -------- | ------ | ---------- |
| ۱    | J    | پرتغال          | ۸    | ۸   | ۰     | ۰    | ۳۰     | ۲        | ۲۸+      | ۲۴     | Draw pot 1 |
| ۲    | B    | فرانسه          | ۸    | ۷   | ۱     | ۰    | ۲۹     | ۳        | ۲۶+      | ۲۲     | Draw pot 1 |
| ۳    | A    | اسپانیا         | ۸    | ۷   | ۰     | ۱    | ۲۵     | ۵        | ۲۰+      | ۲۱     | Draw pot 1 |
| ۴    | F    | بلژیک           | ۸    | ۶   | ۲     | ۰    | ۲۲     | ۴        | ۱۸+      | ۲۰     | Draw pot 1 |
| ۵    | C    | انگلستان        | ۸    | ۶   | ۲     | ۰    | ۲۲     | ۴        | ۱۸+      | ۲۰     | Draw pot 1 |
| ۶    | G    | مجارستان        | ۸    | ۵   | ۳     | ۰    | ۱۶     | ۷        | ۹+       | ۱۸     | Draw pot 2 |
| ۷    | D    | ترکیه           | ۸    | ۵   | ۲     | ۱    | ۱۴     | ۷        | ۷+       | ۱۷     | Draw pot 2 |
| ۸    | I    | رومانی          | ۸    | ۴   | ۴     | ۰    | ۱۰     | ۵        | ۵+       | ۱۶     | Draw pot 2 |
| ۹    | H    | دانمارک         | ۸    | ۵   | ۱     | ۲    | ۱۳     | ۹        | ۴+       | ۱۶     | Draw pot 2 |
| ۱۰   | E    | آلبانی          | ۸    | ۴   | ۳     | ۱    | ۱۲     | ۴        | ۸+       | ۱۵     | Draw pot 2 |
|      |      |                 |      |     |       |      |        |          |          |        |            |
| ۱۱   | F    | اتریش           | ۸    | ۶   | ۱     | ۱    | ۱۷     | ۷        | ۱۰+      | ۱۹     | Draw pot 2 |
| ۱۲   | B    | هلند            | ۸    | ۶   | ۰     | ۲    | ۱۷     | ۷        | ۱۰+      | ۱۸     | Draw pot 3 |
| ۱۳   | A    | اسکاتلند        | ۸    | ۵   | ۲     | ۱    | ۱۷     | ۸        | ۹+       | ۱۷     | Draw pot 3 |
| ۱۴   | D    | کرواسی          | ۸    | ۵   | ۱     | ۲    | ۱۳     | ۴        | ۹+       | ۱۶     | Draw pot 3 |
| ۱۵   | H    | اسلوونی         | ۸    | ۵   | ۱     | ۲    | ۱۴     | ۹        | ۵+       | ۱۶     | Draw pot 3 |
| ۱۶   | J    | اسلواکی         | ۸    | ۵   | ۱     | ۲    | ۱۳     | ۸        | ۵+       | ۱۶     | Draw pot 3 |
| ۱۷   | E    | چک              | ۸    | ۴   | ۳     | ۱    | ۱۲     | ۶        | ۶+       | ۱۵     | Draw pot 3 |
| ۱۸   | C    | ایتالیا         | ۸    | ۴   | ۲     | ۲    | ۱۶     | ۹        | ۷+       | ۱۴     | Draw pot 4 |
| ۱۹   | G    | صربستان         | ۸    | ۴   | ۲     | ۲    | ۱۵     | ۹        | ۶+       | ۱۴     | Draw pot 4 |
| ۲۰   | I    | سوئیس           | ۸    | ۲   | ۵     | ۱    | ۱۷     | ۱۰       | ۷+       | ۱۱     | Draw pot 4 |
|      |      |                 |      |     |       |      |        |          |          |        |            |
| ۲۱   | C    | اوکراین         | ۸    | ۴   | ۲     | ۲    | ۱۱     | ۸        | ۳+       | ۱۴     |            |
| ۲۲   | B    | یونان           | ۸    | ۴   | ۱     | ۳    | ۱۴     | ۸        | ۶+       | ۱۳     |            |
| ۲۳   | H    | فنلاند          | ۸    | ۴   | ۰     | ۴    | ۱۰     | ۹        | ۱+       | ۱۲     |            |
| ۲۴   | D    | ولز             | ۸    | ۳   | ۳     | ۲    | ۱۰     | ۱۰       | ۰        | ۱۲     |            |
| ۲۵   | A    | نروژ            | ۸    | ۳   | ۲     | ۳    | ۱۴     | ۱۲       | ۲+       | ۱۱     |            |
| ۲۶   | E    | لهستان          | ۸    | ۳   | ۲     | ۳    | ۱۰     | ۱۰       | ۰        | ۱۱     |            |
| ۲۷   | G    | مونته‌نگرو       | ۸    | ۳   | ۲     | ۳    | ۹      | ۱۱       | ۲−       | ۱۱     |            |
| ۲۸   | J    | لوکزامبورگ      | ۸    | ۳   | ۲     | ۳    | ۱۰     | ۱۹       | ۹−       | ۱۱     |            |
| ۲۹   | F    | سوئد            | ۸    | ۳   | ۱     | ۴    | ۱۴     | ۱۲       | ۲+       | ۱۰     |            |
| ۳۰   | I    | اسرائیل         | ۸    | ۲   | ۳     | ۳    | ۷      | ۱۰       | ۳−       | ۹      |            |
|      |      |                 |      |     |       |      |        |          |          |        |            |
| ۳۱   | H    | قزاقستان        | ۸    | ۴   | ۰     | ۴    | ۱۰     | ۱۱       | ۱−       | ۱۲     |            |
| ۳۲   | E    | مولدووا         | ۸    | ۲   | ۴     | ۲    | ۷      | ۱۰       | ۳−       | ۱۰     |            |
| ۳۳   | D    | ارمنستان        | ۸    | ۲   | ۲     | ۴    | ۹      | ۱۱       | ۲−       | ۸      |            |
| ۳۴   | A    | گرجستان         | ۸    | ۲   | ۲     | ۴    | ۱۲     | ۱۸       | ۶−       | ۸      |            |
| ۳۵   | I    | بلاروس          | ۸    | ۲   | ۲     | ۴    | ۸      | ۱۴       | ۶−       | ۸      |            |
| ۳۶   | C    | مقدونیه شمالی   | ۸    | ۲   | ۲     | ۴    | ۱۰     | ۲۰       | ۱۰−      | ۸      |            |
| ۳۷   | F    | آذربایجان       | ۸    | ۲   | ۱     | ۵    | ۷      | ۱۷       | ۱۰−      | ۷      |            |
| ۳۸   | B    | جمهوری ایرلند   | ۸    | ۲   | ۰     | ۶    | ۹      | ۱۰       | ۱−       | ۶      |            |
| ۳۹   | G    | لیتوانی         | ۸    | ۱   | ۳     | ۴    | ۸      | ۱۴       | ۶−       | ۶      |            |
| ۴۰   | J    | ایسلند          | ۸    | ۱   | ۱     | ۶    | ۷      | ۱۶       | ۹−       | ۴      |            |
|      |      |                 |      |     |       |      |        |          |          |        |            |
| ۴۱   | I    | کوزوو           | ۸    | ۱   | ۴     | ۳    | ۶      | ۹        | ۳−       | ۷      |            |
| ۴۲   | G    | بلغارستان       | ۸    | ۰   | ۴     | ۴    | ۷      | ۱۴       | ۷−       | ۴      |            |
| ۴۳   | H    | ایرلند شمالی    | ۸    | ۱   | ۰     | ۷    | ۴      | ۱۳       | ۹−       | ۳      |            |
| ۴۴   | J    | بوسنی و هرزگوین | ۸    | ۱   | ۰     | ۷    | ۵      | ۱۹       | ۱۴−      | ۳      |            |
| ۴۵   | D    | لتونی           | ۸    | ۱   | ۰     | ۷    | ۵      | ۱۹       | ۱۴−      | ۳      |            |
| ۴۶   | E    | جزایر فارو      | ۸    | ۰   | ۲     | ۶    | ۲      | ۱۳       | ۱۱−      | ۲      |            |
| ۴۷   | F    | استونی          | ۸    | ۰   | ۱     | ۷    | ۲      | ۲۲       | ۲۰−      | ۱      |            |
| ۴۸   | C    | مالت            | ۸    | ۰   | ۰     | ۸    | ۲      | ۲۰       | ۱۸−      | ۰      |            |
| ۴۹   | A    | قبرس            | ۸    | ۰   | ۰     | ۸    | ۳      | ۲۸       | ۲۵−      | ۰      |            |
| ۵۰   | B    | جبل طارق        | ۸    | ۰   | ۰     | ۸    | ۰      | ۴۱       | ۴۱−      | ۰      |            |
|      |      |                 |      |     |       |      |        |          |          |        |            |
| ۵۱   | I    | آندورا          | ۱۰   | ۰   | ۲     | ۸    | ۳      | ۲۰       | ۱۷−      | ۲      |            |
| ۵۲   | J    | لیختن‌اشتاین     | ۱۰   | ۰   | ۰     | ۱۰   | ۱      | ۲۸       | ۲۷−      | ۰      |            |
| ۵۳   | H    | سان مارینو      | ۱۰   | ۰   | ۰     | ۱۰   | ۳      | ۳۱       | ۲۸−      | ۰      |            |

1. 1 2  Goals scored away from home: Belgium 10, England 8.
2. 1 2  Fair play points: Bosnia and Herzegovina −20, Latvia −29.